# Sparkasse Münden
Die Sparkasse Münden war eine Sparkasse im äußersten Süden Niedersachsens mit Sitz in Hann. Münden. Die Sparkasse fusionierte am 1. Juli 2020 mit der Sparkasse Göttingen.

## Geschäftsgebiet und Träger
Das Geschäftsgebiet der Sparkasse Münden umfasste den südwestlichen Teil des Landkreises Göttingen mit der Stadt Hann. Münden, der Gemeinde Staufenberg und der Samtgemeinde Dransfeld. Es entsprach damit dem ehemaligen, bis 1972 bestehenden Landkreis Münden.
Träger der Sparkasse Münden war der Sparkassenzweckverband Münden. Am Zweckverband waren der Landkreis Göttingen und die Stadt Hann. Münden jeweils zur Hälfte beteiligt.

## Geschäftszahlen
Die Sparkasse Münden wies im Geschäftsjahr 2019 eine Bilanzsumme von 438,08 Mio. Euro aus und verfügte über Kundeneinlagen von 342,06 Mio. Euro. Gemäß der Sparkassenrangliste 2019 lag sie nach Bilanzsumme auf Rang 365. Sie unterhielt 7 Filialen/Selbstbedienungsstandorte und beschäftigte 114 Mitarbeiter.

## Firmierung
Die im allgemeinen Sprachgebrauch übliche und im Außenauftritt verwendete Bezeichnung der Sparkasse lautete Sparkasse Münden. Im Geschäftsverkehr wurde jedoch die vollständige Firmierung gemäß Handelsregister Kreis- und Stadtsparkasse Münden verwendet.
Abweichend vom heutigen Namen ihres Hauptsitzes Hann. Münden, verwendete die Sparkasse weiterhin die historische Bezeichnung Münden.
Seit 1961 unterhielt die Sparkasse in der Altstadt von Hann. Münden eine Filiale im Wüstenfeldschen Palais.

## Kritik
Die Sparkasse Münden sorgte 2011 für Negativ-Schlagzeilen, nachdem die Zeitschrift Finanztest einen deutschlandweiten Dispokredit-Vergleich veröffentlichte. Mit 14,75 % p. a. hatte die Sparkasse Münden, zusammen mit einigen anderen Banken, den höchsten Dispokredit in ganz Deutschland.